# 468 Лина
468 Лина (лат. 468 Lina) је астероид главног астероидног појаса. Приближан пречник астероида је 69,34 km,
а средња удаљеност астероида од Сунца износи 3,131 астрономских јединица (АЈ).
Инклинација (нагиб) орбите у односу на раван еклиптике је 0,440 степени, а орбитални период износи 2024,519 дана (5,542 година). Ексцентрицитет орбите астероида износи 0,198.
Апсолутна магнитуда астероида износи 9,83 а геометријски албедо 0,043.
Астероид је откривен 18. јануара 1901. године.